# Nancy Gustafson (cantante lirica)
Nancy Gustafson (Evanston, 27 giugno 1956) è una cantante lirica e docente universitaria statunitense.

## Biografia
Ha conseguito la laurea presso il Mount Holyoke College nel 1978 (allieva di Melinda Spratlan e Catharine Melhorn e un Master of Music alla Northwestern University. È apparsa in numerose produzioni in diversi teatri, sia negli Stati Uniti (tra cui la Lyric Opera di Chicago e il Metropolitan Opera) che in Europa (tra cui La Scala di Milano, Covent Garden di Londra e l'Opéra national de Paris). Si è esibita con Plácido Domingo, José Carreras, Luciano Pavarotti, Andrea Bocelli e Joan Sutherland in numerose produzioni.
A Vienna, è stata insignita del titolo Kammersängerin dall'Opera di Stato di Vienna. Nel 2005 a Londra, è apparsa nella prima mondiale dell'opera 1984, basata sul romanzo di George Orwell. Nel 2006 è stata nominata artista residente presso la Bienen School of Music della Northwestern University.

## Ruoli (selezione)
Tra i ruoli interpretati da Gustafson alla Wiener Staatsoper, si possono citare:
- Violetta Valery in La Traviata (ottobre 1991 - aprile 1997)
- Katia in Káťa Kabanová (novembre 1991 - febbraio 1992)
- Eva in I maestri cantori di Norimberga (maggio - dicembre 1992)
- Alice Ford in Falstaff (marzo - giugno 1993)
- Donna Elvira in Don Giovanni (novembre 1993)
- Arabella in Arabella (febbraio 1994 – febbraio 1997)
- Colombina in Pagliacci (marzo 1994 - gennaio 1995)
- Micaëla in Carmen (gennaio 1995)
- Salomè in Hérodiade (dicembre 1995 - agosto 2000)
- Ellen Orford in Peter Grimes (dicembre 1996 - ottobre 2006)
- Der Komponist in Ariadne auf Naxos (settembre 1997)
- Irene in Rienzi (dicembre 1997 - marzo 2001)
- Matilde in Guglielmo Tell (ottobre 1998 - aprile 2001)
- Hanna Glawari in La vedova allegra (dicembre 2000 - marzo 2002)
- Rosalinda in Il pipistrello (dicembre 2001 - gennaio 2002)
- La cantante Anita in Jonny spielt auf (dicembre 2002 - giugno 2004)

## Premi e riconoscimenti
- Kammersängerin della Wiener Staatsoper
- Dottorato onorario da parte del Mount Holyoke College[4]